# Bataille de la Première barre
Première guerre de l'opium
Batailles
m
- Kowloon
- Chuanbi (1re)
- Chusan (1re)
- Barrière
- Chuanbi (2e)
- Bogue
- Première barre
- Whampoa
- Broadway
- Canton (1re)
- Canton (2e)
- Sanyuanli
- Amoy
- Chusan (2e)
- Chinhai
- Ningpo
- Tzeki
- Chapu
- Woosung
- Chinkiang
- Nerbudda

La bataille de la Première barre (Battle of First Bar) est un affrontement entre les forces britanniques et chinoises sur l'île de la Première barre et ses environs dans la rivière des Perles au Guangdong le 27 février 1841 durant la première guerre de l'opium.
Après la bataille du Bogue qui leur ouvre l'accès à la rivière des Perles, les Britanniques poursuivent leur route vers Canton, la plus grande ville du sud de la Chine, avec pour première étape les batteries d'artillerie de l'île de la Première barre.

## Contexte
Le 21 février 1841, l'ancien commissaire impérial Lin Zexu écrit que 1 000 soldats réguliers du Hunan et autant du Yunnan sont arrivés par lots à Canton. Il rencontre le général Hsiang-fu des troupes du Hunan dans l'après-midi, puis le général Yung-fu le lendemain. Le 24 février, Lin, le commissaire impérial Qishan, et d'autres hauts responsables inspectent les défenses de la rivière des Perles, et passent la nuit à Lieh-te, à 11 km à l'est de Canton. L'inspection se poursuit le lendemain et se termine à l'aube le 26 février à Ta-huang-chiao, à 13 km au sud de Canton.

## Bataille

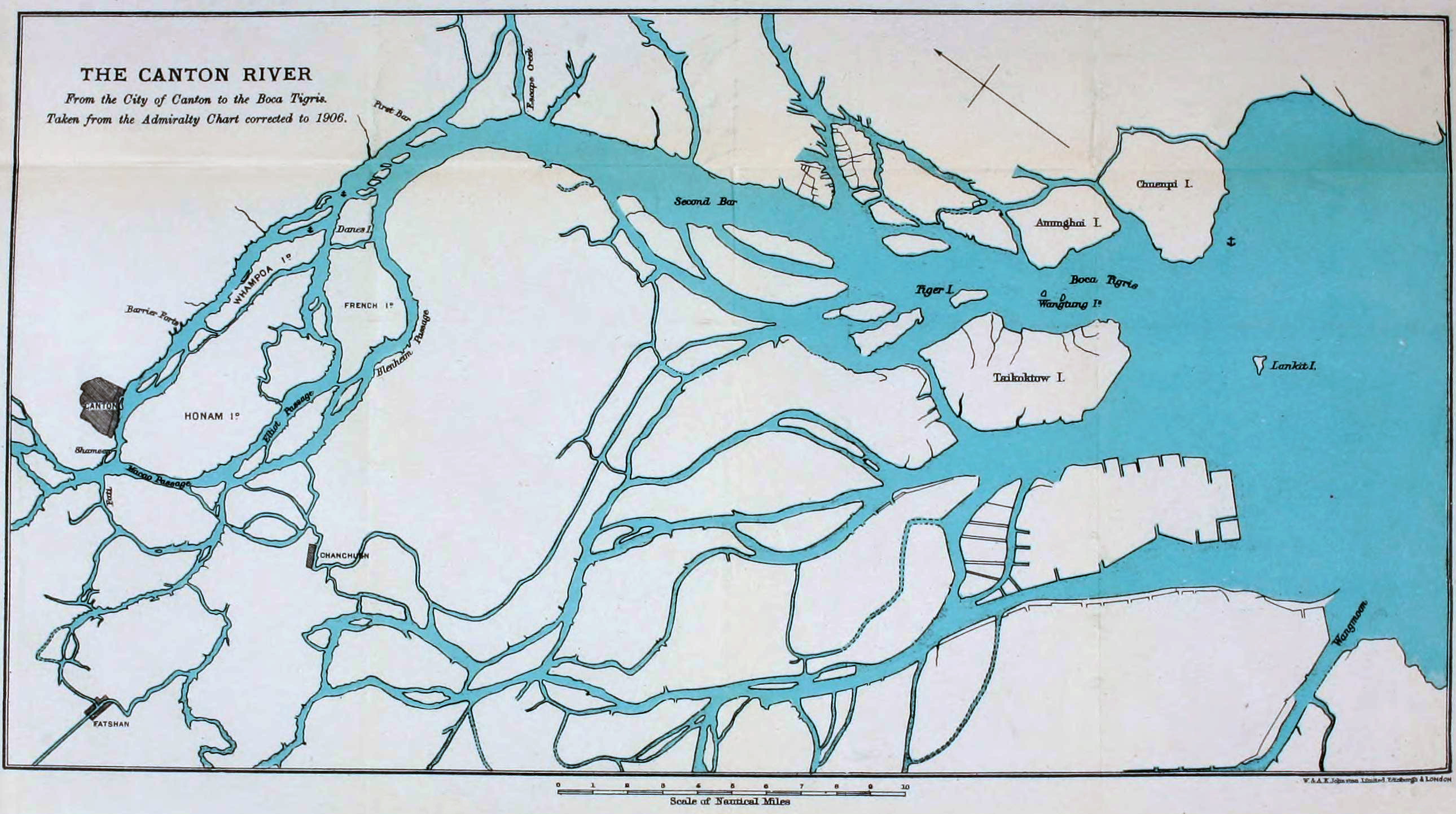
Carte de la rivière des Perles, montrant la Première barre (First Bar).

Le matin du 27 février, les Calliope (en), Herald (en), Alligator (en), Sulphur, Modeste (en), et les vapeurs Madagascar et Nemesis passent le détroit de Humen (en) à l'entrée de la rivière des Perles. Le lieutenant John Elliot Bingham du Modeste écrit : « Alors que ces navires filaient à toute allure, le rivage était bordé de milliers d'habitants regardant les barbares audacieux, beaucoup d'entre eux, sans aucun doute, leur souhaitant secrètement le succès ». Le commodore Gordon Bremer (en), commandant en chef des forces britanniques, place le capitaine Thomas Herbert (en) du Calliope à la tête de la flotte. Après avoir passé les îles du Tigre et de la Seconde barre, elle arrive près de l'île de la Première barre à midi. Là, les Britanniques repèrent le Cambridge (en), un ancien indiaman, hissant le drapeau rouge d'un amiral chinois. Les longues fortifications chinoises faisant face à la rivière disposent de 47 canons, et des rangées de tentes blanches dans les rizières alentour indiquent un grand nombre de troupes tartares. Plus de 40 jonques de guerre se trouvent plus loin sur la rivière,.
Au fur et à mesure que les vapeurs avancent, les batteries chinoises ouvrent le feu, ce auquel les Britanniques ripostent vigoureusement avec des obus et des roquettes. Le Modeste se rapproche à moins de 270 mètres du rivage et tire des bordées avant que les autres navires ne rejoignent la canonnade. Les forces chinoises font preuve d'une défense déterminée, mais ne peuvent pas résister aux bordées. Les obus et les roquettes du Madagascar et du Nemesis ont un effet destructeur, mettant le feu à une grande partie du camp. Le Cambridge ouvre le feu, mais est rapidement submergé par l'artillerie des navires britanniques. Son équipage saute par-dessus bord pour rejoindre le rivage. Bien que les jonques fassent beaucoup de bruit, elles restent hors de portée de la flotte britannique,.
Au bout d'une heure, les batteries chinoises sont presque réduites au silence et les forces britanniques débarquent. Herbert rapporte : « J'ai débarqué avec les marins et les marines [...] et j'ai pris d'assaut les ouvrages, poussant devant nous plus de deux mille de leurs meilleures troupes et en tuant près de trois cents ». Bingham écrit : « Alors que l'ennemi fuyait devant le groupe du lieutenant Stransham, il tenta de traverser un profond bras de la rivière, dans lequel nombre d'hommes ont péri, et où beaucoup d'autres ont été abattus ». Les Britanniques capturent les forts environnant une demi-heure après le débarquement.
Au cours des opérations terrestres, le lieutenant Watson du Calliope et d'autres officiers montent à bord du Cambridge, et s'en emparent après une brève résistance des quelques membres d'équipage chinois restants. Le navire est équipé de 34 canons. L'ordre est envoyé à l'officier d'y mettre le feu. Peu après la tombée de la nuit, le feu fait exploser sa réserve de munition, projetant les mâts et le maître-bau dans les airs,. Herbert écrit que l'explosion est si forte qu'elle « a dû être entendue jusqu'à Canton ». Un total de 98 canons chinois est capturé pendant la journée. Les pertes britanniques sont d'un marin tué, six marins blessés et deux marines blessés. Le marin mort sur le Modeste avait cogné par inadvertance le chien de son mousquet contre un banc du navire et s'était tiré accidentellement une balle dans la tête.

## Conséquences
Le 28 février, Lin Zexu écrit : « J'ai entendu dire qu'hier les rebelles anglais ont brisé la résistance à Wu-yung. Les réguliers du Hunan y étaient stationnés et ont subi de lourdes pertes, leur commandant Hsiang-fu faisant également parti des tués ». Lin déclare que 100 miliciens entraînés sont arrivés par la suite du camp de Hsiang-fu, mais n'ont pas atteint Wu-yung à temps pour participer à la bataille, et que dans l'après-midi, Qishan, Deng Tingzhen (en), et Yiliang se sont réunis pour discuter de la situation.